# Inspizient Veterinärmedizin der Bundeswehr
Der Inspizient Veterinärmedizin der Bundeswehr (InspizVetMedBw), auch Leitender Veterinär der Bundeswehr (LtdVetBw), inspiziert im Auftrage des Inspekteurs des Sanitätsdienstes der Bundeswehr Dienststellen und -einrichtungen, in denen Sanitätsoffiziere Veterinär eingesetzt sind. Als höchster Sanitätsoffizier Veterinär der Bundeswehr im Dienstgrad Oberstveterinär repräsentiert er die Approbation Veterinärmedizin. Unter anderem vertritt er ihre Belange gegenüber der sanitätsdienstlichen und militärischen Führung wie auch gegenüber der Bundestierärztekammer und den Landestierärztekammern. In seiner Funktion als Inspizient berät er in fachlichen Angelegenheiten den Inspekteur sowie die General-/Admiralärzte der militärischen Organisationsbereiche sowie den Kommandoarzt des Einsatzführungskommandos der Bundeswehr.
Das Amt wurde bis September 2012 wahrgenommen durch den Abteilungsleiter „Veterinärwesen“ im Sanitätsamt der Bundeswehr.
Seit Oktober 2012 ist der InspizVetMedBw wie die übrigen Inspizienten im Sanitätsdienst der Bundeswehr Angehöriger des Kommando Sanitätsdienst der Bundeswehr und dem Inspekteur des Sanitätsdienstes in seiner Funktion als Inspizient unmittelbar unterstellt. Der InspizVetMedBw leitet die Unterabteilung IV „Veterinärwesen“ im Kommando Sanitätsdienst der Bundeswehr.

## Dienstposteninhaber
Die Dienstposteninhaber sind grundsätzlich Heeresuniformträger.

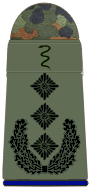
Oberstveterinär

| 0Dienstgrad0 | Name              | Datum der Berufung            | Ende der Berufung |
| ------------ | ----------------- | ----------------------------- | ----------------- |
| OberstVet    | Jörg Schulenburg  | 1. April 2023 (kommissarisch) |                   |
| OberstVet    | Leander Buchner   | 1. Mai 2013                   | 31. März 2023     |
| OberstVet    | Peter Hasselbach  | 1. Oktober 2008               | 30. April 2013    |
| OberstVet    | Ulrich Förster    | 2000                          | 2008              |
| OberstVet    | Friedrich Wolf    | 1998                          | 2000              |
| OberstVet    | Reiner Künzl      | 1994                          | 1998              |
| OberstVet    | Reiner Trost      | 1993                          | 1994              |
| OberstVet    | Dieter Musiol     | 1985                          | 1993              |
| OberstVet    | Dietrich von Hein | 1978                          | 1985              |
| OberstVet    | Karl Taubitz      | 1970                          | 1978              |